# 金剛地武志
金剛地 武志（こんごうち たけし、1967年10月18日 - ）は、日本のミュージシャン、歌手、俳優。神奈川県横浜市出身。身長169センチメートル、A型。東京造形大学造形学部デザイン学科卒業。

## 来歴
音楽バンド「yes,mama ok?」のリーダーで、作詞、作曲、アレンジ、演奏、ボーカル、ミックスなどの音楽面全般を担当。楽器は全部独学で習得。中学生のときに親にベースギターを買ってもらったのが最初。
2000年にインディーズレーベル『エチケット・レコーディング (etiquette recording co.)』を主宰、自身のバンドの他、ROCKY CHACK、インスタントシトロン、QYPTHONEなどのCDをリリースするも、数か月で突然に解散して業務終了 となった。
2001年から放送開始されたバラエティ番組『テレバイダー』（東京MXテレビ）を皮切りに、サブカルチャーを扱った番組に出演することも多く、テレビ番組などではリポーターを務めることも多い。
スペースシャワーTVの番組『BBL WORLD』の企画でやらされたエア・ギターを出演番組でたびたび披露する。
2004年にフィンランドで行われた「世界エア・ギター選手権」(The Annual Air Guitar World Championship) に日本代表として出場、4位入賞する。2005年「Airguitar World Championship 2005 Japan Final」で優勝し、日本代表として再び世界選手権に出場して4位入賞する。2006年8月13日に幕張メッセ「SUMMER SONIC 06」で催された日本大会決勝で、ダイノジおおちと同点で優勝する。日本代表として三度世界選手権に出場して5位入賞する。2007年8月12日に幕張メッセ「SUMMER SONIC 07」で催された日本大会決勝で「競技生活に終止符を打ちたいと思います」と、エアギター選手権から引退を宣言した。
2010年9月1日に株式会社マインドスコープの社外取締役となる。
2012年2月14日にレギュラー出演の『日刊トビダス』で結婚を発表した。
2013年6月から2018年5月の間、株式会社テレバイダー・エンタテインメント に所属した。

## 人物
小学校時代は世良公則&ツイストの物まねでクラスの人気者となっていた。和光高等学校時代は、生徒会で副会長を務めた。高校の1学年後輩にあたる小山田圭吾とも親交があり、文化祭の後夜祭でバンドを組んでいたことがある。
俳優業では眼鏡に七三分けの風貌が多い。バラエティ番組等ではスーツを着用していることが多い。このスタイルは「yes,mama ok?」後期のプロモーションビデオにニュースキャスター姿で出演した事が由来。眼鏡をかけているが視力は悪くない。レンズは素通しではなく、度が軽く入っている。
フジテレビの『クイズ!ヘキサゴンII』では、お笑いタレントを中心に結成されたユニット『一発屋2008』と『AIR BAND』に参加。
ボーイスカウトに在籍している（横浜第31団ボーイ隊副長）。

## 出演番組・作品

### バラエティ
- テレバイダー（東京MXテレビ） - 番組アンカーマン
  - テレブリッド (BS11)
- BBL WORLD（スペースシャワーTV）
- みごろ!たべごろ!ナントカカントカ（テレビ朝日）
- みごろ!たべごろ!デンセンマン（テレビ朝日）
- 鈴木タイムラー（テレビ朝日） - リポーター
  - THE 鈴木タイムラー（テレビ神奈川ほか）
- イグザンプラー（インターネット放送 CTVN）
  - イグザンプラーテレビ（テレビ神奈川）
  - イグザンプラードラマ（テレビ神奈川）
- CTVN MARKET (CTVN)
- CTVN SPORTS (CTVN)
- CTVN DOCUMENT (CTVN)
- 所さんの学校では教えてくれないそこんトコロ!（テレビ東京） - コーナー出演
- 島田検定SUPER!! (TBS) - コーナー出演
- クイズ!ヘキサゴンII（フジテレビ） - 2005年から2008年8月まで定期的に解答者として出演。その後も、2009年まで楽曲披露時のみ出演していた。
- 笑撃60! (TBS) - 司会
- ウルトラヒロイン（テレビ東京） - ナレーション
- 音神GIGTV!（テレビ東京） - コーナー出演 「エアーギター道場」担当
- 週間RIZE (GyaO)
- ガチャガチャポン!（フジテレビ） - 準レギュラー
- ラジかる!!（日本テレビ） - 木曜日中継コーナー担当
  - ラジかるッ（日本テレビ）
- 人間!これでいいのだ (TBS)  - コーナー出演
- 横浜Bookmark TV（テレビ神奈川） - レギュラー案内人
- エンタメ☆ハローワーク (WOWOW)
- 日刊トビダス（2011年6月22日 - 2012年6月20日、ニンテンドー3DS『いつの間にテレビ』、フジテレビ制作）

### テレビドラマ
- ケータイ刑事 銭形シリーズ（2002 - 2009年、BS-i）
  - ケータイ刑事 銭形愛 - 柴田太郎 役（準レギュラー→レギュラー昇格）
  - ケータイ刑事 銭形舞 - 柴田太郎 役
  - ケータイ刑事 銭形泪 - 柴田太郎 役
  - ケータイ刑事 銭形零 - 柴田太郎 役
  - ケータイ刑事 銭形雷 - 1stシリーズ 第12・13話ゲスト・金剛地武志（本人）役
  - ケータイ刑事 銭形海
    - 1stシリーズ 第8・9・10・11話ゲスト・金剛地武志（本人）役
    - 2ndシリーズ 第11・12話ゲスト・柴田太郎&コンゴウ王子 役
    - 3rdシリーズ 第10・11・12話ゲスト・昇天斎鯨&上野天狗 役

  - ケータイ刑事 銭形命 - 第12話ゲスト・御妻美松雄 役
  - ケータイ刑事 銭形結 - 第4話ゲスト・トスカーナ・ホワイト 役
- キミ犯人じゃないよね?（2008年4月 - 6月、テレビ朝日） - 柴田太郎 役（『ケータイ刑事』と同名の役）
- 恋する日曜日 (TBS）
  - ファーストシリーズ 第20話「色彩都市」（2003年8月17日） - 面接官 役
  - 第3シリーズ 第10話「41歳の春」（2007年3月10日） - 主演・藤野太郎 役
- 月曜ミステリー劇場 (TBS)
  - 『自治会長・糸井緋芽子社宅の事件簿』（2002年）
  - 『松本清張特別企画 殺意』（2004年）
- 女と愛とミステリー『狂った計算〜灼熱のニュータウン殺人事件』（2002年、テレビ東京）
- 新・夜逃げ屋本舗（2003年、日本テレビ） - 第1話ゲスト
- ドゥニチラヴ 第1・3・9話（2003年、テレビ東京）
- 19borders（2004年、BS日テレ） - マニージャー金剛地武志 役
- 火曜サスペンス劇場『6月の花嫁2005 四重奏』（2005年、日本テレビ）
- 警視庁特殊部隊512（2005年、日本テレビ）
- タイガー&ドラゴン（2005年、TBS） - 第1話ゲスト・巡査 役
- シンデレラになりたい!（2006年、TBS） - 会長の秘書 役
- 土曜ワイド劇場『家賃ハンター真鍋倫子の事件簿』（2006年、朝日放送）
- 中学生日記（2007年2月、NHK教育） - 本郷裕次郎先生 役（ゲスト→準レギュラー昇格）
- 浅草ふくまる旅館（2007年2月19日、TBS） - 第7話ゲスト・紺野団児 役
- まるまるちびまる子ちゃん（2007年8月23日、フジテレビ） - 第17話ゲスト・フランス料理店のギャルソン 役
- お台場探偵羞恥心ヘキサゴン殺人事件（2008年8月6日、フジテレビ） - 金剛地武志（本人）役
- 山田太郎ものがたり（2007年9月14日、TBS） - 最終話ゲスト
- みこん六姉妹2（2008年、中部日本放送） - 藤野貢 役
- 24時間あたためますか?〜疾風怒涛コンビニ伝〜 第4話「自殺名所のコンビニ」（2008年3月15日、日本テレビ）
- ケータイ捜査官7（2008年10月22日、テレビ東京） - 第25話ゲスト・難波幸富 役
- 世にも奇妙な物語
  - 世にも奇妙な物語'09 春の特別編「クイズ天国クイズ地獄」（2009年3月30日、フジテレビ）
  - 世にも奇妙な物語'13 春の特別編「AIRドクター」（2013年5月11日、フジテレビ） - エアギターの男 役
  - 世にも奇妙な物語'22 夏の特別編「メロディに乗せて」（2022年6月18日、フジテレビ） - 三上秀夫 役[6]
  - 世にも奇妙な物語'24  冬の特別編「ああ祖国よ」（2024年12月14日、フジテレビ） - ニュースキャスター役
- 経済ドキュメンタリードラマ ルビコンの決断 第21話「1964東京五輪を招致せよ〜祖国復興にかけた男たち〜」（2009年9月24日、テレビ東京）
- 嬢王3 Special Edition（2010年、テレビ東京） - 伊部権造 役
- 時々迷々 第13話「ふくらみすぎたパン」（2010年11月、NHK教育） - ヨウジの父 役
- NHK佐賀放送局70周年記念地域ドラマ「あのひとあの日」（2012年3月2日、NHK佐賀[注 3]） - テレビレポーター役（音楽も担当）
- 仮面ライダーウィザード（2012年9月9日・16日、テレビ朝日） - 田島一夫 役
- 花のズボラ飯（2012年11月8日、毎日放送） - 第3話ゲスト・ガンダーラ西久保 役
- ドクターX〜外科医・大門未知子〜（2012年、テレビ朝日）
- 空飛ぶ広報室（2013年5月19日、TBS） - 第6話ゲスト・原田 役
- 相棒 season 12 第5話「エントリーシート」（2013年11月13日、テレビ朝日） - 皆川克利 役
- おわこんTV（2014年7月 - 8月、NHK BSプレミアム） - 広瀬弘介 役
- 東京特許許可局（2014年7月14日、NHK Eテレ） - 第12話ゲスト
- ソタイ 組織犯罪対策課（2014年11月12日、テレビ東京・BSジャパン） - 陣内和明（週刊誌「実話ストレート」社長） 役
- 京都人情捜査ファイル（2015年4月30日、テレビ朝日） - 第1話ゲスト・坪井敏和 役
- 下町ロケット 第3話（2015年11月1日、TBS） - 青山洋貴 役
- NHK連続テレビ小説『とと姉ちゃん』 第96回（2016年7月23日、NHK） - 毎活新聞文化部記者 堀内 役
- 刑事7人 第2シリーズ（2016年8月3日、テレビ朝日） - 第4話ゲスト・中西健二 役
- スペシャルドラマ『老人ホーム「ハッピー・ロード」愉快な仲間たちの事件簿』（2016年9月11日、テレビ東京） - 藤崎和也 役
- 恋がヘタでも生きてます（2017年、日本テレビ） - 前島耕一 役
- 遺留捜査 第4シリーズ（2017年7月13日、テレビ朝日） - 第1話ゲスト・足立文也 役
- 土曜プレミアム 衝撃スクープSP 30年目の真実 ～東京・埼玉連続幼女誘拐殺人犯・宮崎勤の肉声～（2017年10月7日、フジテレビ） - 「おはよう!ナイスデイ」司会者 役
- 民衆の敵〜世の中、おかしくないですか!?〜（2017年11月27日、フジテレビ） - 第6話・男性 役[7][8]
- ハケンのキャバ嬢・彩華（2017年12月11日、朝日放送、AbemaTV） -  第10話（最終回）・三島 役
- 直撃!シンソウ坂上 「三菱銀行 立てこもり事件 全シンソウ」（2018年4月19日、フジテレビ） - 大阪府警刑事部長 新田勇 役
- 魔法×戦士 マジマジョピュアーズ!（2018年5月6日、テレビ東京） - 第6話・審判 役
- BRIDGE はじまりは1995.1.17神戸（2019年1月15日、関西テレビ・フジテレビ系） - 安さん 役
- 広告会社、男子寮のおかずくん（2019年） - 合田課長 役
- さすらい温泉♨遠藤憲一（2019年） - ペリー尾藤 役
- 終着駅シリーズ36（2020年） - 遠藤一夫 役
- ゴシップ#彼女が知りたい本当の○○ 第3話（2022年1月20日、フジテレビ） - 井出 役
- 親愛なる僕へ殺意をこめて 第1話（2022年10月5日、フジテレビ）
- 最高のオバハン 中島ハルコ(第2シリーズ)（2022年10月8日-、東海テレビ） - 遊田光秀 役
- NHK連続テレビ小説『らんまん』（2023年5月26日-、NHK） - 鹿島秘書 役

### 映画 / オリジナルビデオ
- 木更津キャッツアイ 日本シリーズ（2003年） - 整形外科医 役
- キューティーハニー（2004年）
- あゝ!一軒家プロレス（2004年） - 実況アナウンサー役
- Movie Hustleシリーズ『フォトフレーム』（2005年）
- 鍵がない（2005年） - ストリートミュージシャン役、劇中歌も
- ケータイ刑事 THE MOVIE バベルの塔の秘密〜銭形姉妹への挑戦状（2006年） - 柴田太郎 役
- 評議（最高裁判所広報映画、2006年） - 被告人・中原敦志 役
- カンフーくん（2008年） - 嵐の三匹・雷神 役
- さよなら夏休み（2010年）
- ケータイ刑事 THE MOVIE3 モーニング娘。救出大作戦!〜パンドラの箱の秘密（2011年）
- 好色男女　セックスの季節（2019年6月21日、オーピー映画） - 長崎 役[9]

### インターネットライブ配信
- モバツイアワー アニキとおさむの東京砂漠（2010年11月17日 - 、Ustream）

### 舞台
- ケータイ刑事 銭形海 「BS初!ついに舞台だ!〜超豪華!演劇者殺人事件」（2007年7月、赤坂RED THEATER）
- ケータイ刑事 銭形海 「歌だ!祭だ!芸術だ!〜ケータイ刑事文化祭inゴルゴダの森」（2007年11月、シアターアプル）
- ケータイ刑事 銭形海 「遂に公開!後悔?死の航海〜キングアンドリウII世号殺人事件」（2008年2月、グローブ座）
- ケータイ刑事 銭形命 「歌だ!祭りだ!〜BS-TBSサマーパーティーin赤坂BLITZ!ファン感謝祭歌謡祭〜」（2009年8月、赤坂BLITZ）
- オフィスインベーダー「方舟」（2011年11月9日-13日、俳優座劇場）
- LIBERUSプロデュース 東京ギロティン倶楽部第一回公演「東京奇人博覧会」（2013年4月17日-21日、新宿スペース・ゼロ）

### ラジオ番組
- TOMORROW (J-WAVE)
- HALL OF FAME (J-WAVE Brandnew J)
- 円都通信 -YEN TOWN REPORT- SEEDS OF MOVIES『サブライム』（2005年7月9日 - 8月13日、JFNC / プレイワークス） - 星野佑司役
- THE CLICKERS[10] (J-WAVE)

### ミュージックビデオ
- POLYSICS「シーラカンス イズ アンドロイド」（2005年）
- 梅星「39」（2008年）

### CM
- グリコ乳業 - 朝食りんごヨーグルト
- エプソン - オフィリオ
- ファミリーマート - チーズハンバーグ弁当（ナレーション）
- BS-i - 「飲酒運転撲滅キャンペーンCM」
- カネボウ - テスティモ（ナレーション）
- ウィズランド - 空中戦機エアボッツ
- ホクト - きがきくきのこ（小島奈津子と共演）
- SoftBank - 白戸家「店頭篇」

### CD
- SEEDS OF MOVIES サブライム（2006年3月15日、プレイワークス） - 星野佑司 役
- ケータイ刑事 銭形海 TSPO ドルフィンガールズショー スピンオフは映画だけではないのだよ、ワトソン君!（2008年6月25日） - 柴田太郎役、本人役

## 音楽活動

### テレビ・CM音楽
以下、金剛地武志名義。
- 東京MXテレビ『テレバイダー』テーマ曲提供
- 東京MXテレビ『5時の魔法使い』テーマ曲提供
- サントリー「キョホグレ」CM音楽提供
- 武田食品工業「C1000タケダレモンウォーター」CM音楽提供
- エスキモー「MOW」CM音楽提供
- テレビ朝日『みごろ!たべごろ!ナントカカントカ』テーマ曲提供
- スペースシャワーTV『BBL WORLD』ジングル提供
- 「イケイケ コンゴーチ!」（テレビ朝日『鈴木タイムラー』挿入歌）
- 「ミッシング・ハピネス」（映画『鍵がない』挿入歌）※演奏・歌唱
- 「つないでブギ」（関西テレビ・フジテレビ系『BRIDGE はじまりは1995.1.17神戸』劇中歌）※作曲

### その他
- 「「ケータイ刑事 THE MOVIE バベルの塔の秘密〜銭形姉妹への挑戦状」＋TVシリーズ オフィシャルサウンドトラック」（黒川芽以&金剛地武志『僕は見たんだ』収録）
- 「SUPER☆BEST TRANCE V」（インリン・オブ・ジョイトイ VS 金剛地武志『Are U Wake Up (Sham-Poo TV mix)』収録）
- 「WE LOVE ヘキサゴン」（AIR BAND『アブラゼミ♂（東京バージョン）』 / 一発屋2008『天下無敵の一発屋2008』収録）
- スネークマンショーアンファン「シャシの耳 DAREBOKURE－誰も僕を起こさないでくれ」（楽曲提供）
- CHOCOLATE FASHION「イングリッシュマフィンのおまじない」（楽曲提供）
- Paradise Garage「I love you」（編曲提供）
- Gemini「沖のニシン」（楽曲提供）
- 稲垣潤一「FM AOR〜Respect Remix For JUNICHI INAGAKI〜」（編曲）